# ベヴィス・バワ

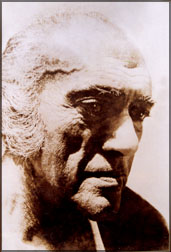
ベヴィス・バワ

ベヴィス・ウィリアム・フレデリック・バワ（Bevis William Frederick Bawa1909年4月26日 – 1992年9月18日)は、スリランカのランドスケープ・アーキテクト。セイロン政府高官の副官でもあった。
父親のベンジャミン・バワはムスリムと英国人の両親を持つ成功した弁護士で、弟のジェフリー・バワは建築家であった。コロンボのロイヤル・カレッジで教育を受けるが、17歳のときに英国滞在中の父親が急逝し、学業を離れる。母親は彼を農園経営者に育てるため、親戚の農園に送り出した。

## ランドスケープ
ブリーフエステートと呼ばれる2ヘクタール（4.9エーカー）の家族農園の経営を1929年に始め、軍務についているあいだを通して彼は庭造りとバンガロー造りをする。1949年にかつて父親のものであった農園を母親から相続し、退役後はブリーフを居所として庭園を拡張した。
この農園のバンガローの好評が伝わるにつれ、コロンボの大使館や公共建築、個人の邸宅から同様の依頼を受けるようになる。
ベヴィスはまた、ラキ・セナナヤケ、エナ・デ・シルヴァ、ダンサーのチトラセナやヴァジーラ、それにバーバラ・サンソーニなど、スリランカの多くの芸術家達にサンクチュアリを提供し、ローレンス・オリヴィエ、ヴィヴィアン・リー、デューク・オブ・ウィンザー、アガサ・クリスティーといった世界的著名人やオーストラリアの芸術家ドナルド・フレンド（もともと一週間滞在予定のところ半年も滞在した）のホストを務めた。自らの庭園を制作し、維持するのに15人の庭師をバワは雇い、芸術や彫刻も齧った。1992年9月18日の死まで敷地に手を入れ、死後、地所はその雇人や庭師に残し、さらに主任庭師であったドゥーランド・シルヴァの手となり、今日では人気のある観光地となっている。